# Bartolomé Espadalé
Bartolomé Espadalé Vergés, nacido en San Juan les Fonts, Gerona (21 de diciembre de 1947), es periodista, productor de música y sonido, editor musical y empresario. Es el referente histórico del sonido publicitario en España.  Fundador de emisoras de radio y televisión, estudios de grabación y productoras de música y sonido, desde los estudios Sintonía produjo el sonido de campañas y anuncios publicitarios, bandas sonoras y canciones e himnos de los partidos políticos en la época de la transición española. A lo largo de su carrera ha recibido diversos premios, destacando el Premio Goya a la Mejor Música Original en 1998 por la producción y edición de la banda sonora de la película La buena estrella, de Ricardo Franco.

## Productor de sonido publicitario y cinematográfico
En 1969 fundó Sintonía, que comenzó como productora de programas de radio para emisoras de España y Latinoamérica. Colaboró con Jo Linten, de Movierecord, en la producción y distribución de Radiosistema programa pionero en España de la radio sindicada o redifusión. Se inició luego en la producción y distribución discográfica y, a partir de 1974, concentró su actividad en el campo publicitario, convirtiendo a Sintonía en un estudio de sonido y una productora de jingles y músicas publicitarias para toda España y también para Latinoamérica, donde trabajó para agencias y productoras de México, República Dominicana, Guatemala, El Salvador, Nicaragua, Panamá, Costa Rica y Ecuador.
En 1982 inauguró nueva sede de Sintonía en Madrid, ampliando sus servicios a la producción discográfica, bandas sonoras, doblaje y posproducción de audio para cine y TV. En sus estudios se mezcló, en 1985, la primera película española en Dolby Estéreo, con música original de José Nieto “El Caballero del Dragón” (Star Knigth) (1985) de Fernando Colomo. En 1990 fundó Sonofilm, estudios de doblaje y sonorización de cine y televisión e hizo público un manifiesto o carta abierta dirigido a los profesionales del doblaje en España. En 1995 creó el “Premio al Mejor Sonido en el Festival Publicitario de San Sebastián” y, en 1996, ofreció en el mismo festival un singular concierto de jingles y música publicitaria interpretado por el Orfeón Donostiarra. En 2001 amplió sus actividades a Portugal, donde fundó On Air Produçoes  Audiovisuais Lda., estudios de grabación y doblaje en Lisboa. 
Durante los años de la Transición política española (1976-1986) desarrolló una intensa actividad como autor, realizador de sonido y productor musical, cuando los partidos y coaliciones utilizaban masivamente los medios audiovisuales para sus campañas electorales.
 En el otoño de 1982, en plena campaña de las elecciones generales que darían el triunfo histórico al PSOE, llegaron a coincidir en los estudios de Sintonía, el mismo día y a la misma hora Manuel Fraga, Felipe González y Santiago Carrillo.
Su trabajo no ha estado exento de polémica. En 1989, la Audiencia Provincial de Madrid resolvió a su favor, dictando el sobreseimiento de la querella interpuesta en 1982 por Joan Manuel Serrat por presunta defraudación de derechos de propiedad intelectual por la utilización de su canción “Hoy puede ser un gran día” en una campaña publicitaria de televisión. Un caso similar, la denuncia de Amaya Uranga, excantante de Mocedades, por la utilización de una de las canciones del grupo en un spot, fue también desestimada por los Tribunales. Ejemplos que prueban su lucha permanente a favor de la regulación legal de la utilización de la música en la publicidad.

## Ediciones musicales
Entró en el campo de la edición y distribución musical con Sintonía Ediciones musicales, que fundó en Madrid en 1982, y con Multimusic, que arranca en Madrid y Lisboa en 1987. Como productor musical creó en 1990 el primer catálogo de music library con repertorios de música española, Spain is music, destinado a la ambientación e ilustración musical de cine, televisión, radio y producciones audiovisuales, con distribución en todo el mundo. En 1993 creó el sello discográfico Visual Music, especializado en bandas sonoras del cine español. 
Tras el éxito mundial del Canto Gregoriano, en 1993 firmó contratos editoriales con los exdirectores del Coro de Monjes del Monasterio de Santo Domingo de Silos, Ismael Fernández de la Cuesta y Francisco Javier Lara, y en 1995 organizó el “I Congreso Internacional de Canto Gregoriano en el III Milenio” que culminó con un concierto en la Colegiata de San Isidro de Madrid.

## Asociaciones
Muy activo en los sectores de la música, el sonido y la publicidad, ha sido fundador y vicepresidente de la Asociación Profesional de Estudios de Sonido (ANERS), y ha participado como socio fundador en Anuncios (Semanario de publicidad). Ha sido copresidente de la comisión RTVE-Industria, y tras un compromiso de muchos años de trabajo para mejorar el sonido de la televisión, redactó las primeras normas técnicas del sonido de la publicidad en televisión. Ha sido miembro del Consejo de Administración de la SGAE como editor musical (1989-1995) y miembro del primer board o Junta directiva de la Agfa Forum Foundation, institución de investigación y debate a nivel mundial sobre el sector de la grabación y el sonido.  También ha participado en los eventos y festivales publicitarios más importantes del mundo, como analista y testigo activo de la evolución del sonido publicitario.

## Premios
Han sido numerosos los premios recibidos: Goyas, en 1992 y 1995,  al Mejor Documental y Mejor Cortometraje por “Primer Acorde” y “Amadís de Gaula”, respectivamente, producidos ambos por Ramiro Gómez y Bartolomé Espadalé; y en 1998, a la Mejor Música Original por “La buena estrella”, de Ricardo Franco, compuesta y dirigida por Eva Gancedo y producida por Bartolomé Espadalé. En publicidad,  Sintonía  ha sido reconocido como “Mejor Estudio del siglo XX” por las publicaciones “Anuncios” y “El Publicista” y declarado Mejor Estudio/Productora de Sonido del Año por la revista Control en quince ocasiones (1981-2005). En  1983, Sintonía conquistó el Gran Premio de Radio del FIAP-Festival Iberoamericano de la Publicidad, por vez primera conseguido por España. En 1985, la revista “Teleprograma” (TP) le otorgó el premio al “Mejor Jingle del Año”, y en 1995, el Ad Spot Award European Festival le concedió la misma distinción a nivel europeo. En 2004, Bartolomé Espadalé recibió el Premio a la Mejor Trayectoria Profesional, otorgado por la Facultad de Publicidad y Relaciones Públicas  del Colegio Universitario de Segovia, culminación de una vida dedicada al sonido publicitario,  y a contribuir a que éste representara un papel más importante en la publicidad.

## Productor musical y de sonido

### Bandas sonoras de cine y televisión
- La huella del crimen (TVE, 1985), serie de películas de televisión.
- Historia de amor de una ciudad con el deporte (1986) de Leopoldo Pomés. Candidatura de Barcelona a los JJ. OO.. Comité Olímpico Internacional, Lausanne (Suiza).
- Montserrat Caballé: Master Class (1988) junto con Ramón Colom. Serie documental de 8 programas para televisión.
- All tied up (1992), de John Mark Robinson (Irongate Entertainment Group, Los Angeles, USA).
- Historia de amor de una ciudad con el deporte (1986) de Leopoldo Pomés. Candidatura de Barcelona a los JJ. OO.. Comité Olímpico Internacional, Lausanne (Suiza).[18]
- Abre los ojos (1997) de Alejandro Amenábar.[19]
- Pídele cuentas al Rey (1999) de José Antonio Quirós.
- Platillos volantes (2003), de Oscar Aibar.

### Música y sonido de canciones electorales
- La verdadera libertad (1977). Alianza Popular. Música: Jesús Gluck. Letra: Ricardo Sáenz de Heredia. Canta: Jaime Morey.
- La vía segura de la democracia 1977). Unión del Centro Democrático. Música: Angel René. Letra: Yrazoqui. Interpreta: Angel René.
- Vota CDS, Vota libertad  (1986). Centro Democrático y Social. Música y cantante: Juan Carlos Ramírez.
- Hay que cambiar (1982). Partido Socialista Obrero Español. Música: B. Espadalé, J. M. Guzmán y J. Egea. Letra: Gabriel Giménez. Canta: Carlos Villa.
- Para que nada se pare (1982). Partido Comunista de España. Música, letra e interpretación: Juan Cánovas.
- Nos van a oír (1986). Izquierda Unida. Música: A. Monroy y J.Egea.

## Publicaciones
- Bartolomé Espadalé (1982): La música en la comunicación publicitaria. Pp. 31-40, Nueva Publicidad, nº 6/7, abril-sept de 1982.
- _____,(1987) Fe en el futuro. Pp. 05, Frecuencias (revista), enero de 987.
- _____,(1989) Ponga música a sus campañas, pero asegúrese bien. Puede usted acabar en los Tribunales,  Pp.50-51, Campaña (revista), nº 339, 15 de febrero de 1989.
- _____,(1989) En Cannes, de oyente. Anuncios, Pp. 34-35,  nº 394, 31 de julio de 1989.
- _____, (1997) La Guerra del Sonido en Televisión. Cine & Tele Informe, marzo de 1997.
- _____, (1997) Estudio Técnico sobre el sonido de la publicidad en las emisoras de televisión en España. Editado por Sintonía, febrero de 1997.
- _____, (1999) El sonido de la publicidad en VVAA La fuerza de la publicidad. (pp.287-290) Cuadernos de Cinco Días. Madrid.
- _____, (2001): “El sonido de la publicidad” en Moliné, M: La fuerza de la publicidad. Ed. Mc. Graw-Hill Interamericana. ISBN 8448128214.
- _____, (2004) Treinta años de radio poco creativa. Ante el 30 aniversario de Contrapunto. Anuncios. 28 de abril de 2004
- VVAA (1986) Las nuevas palabras de la publicidad y la tecnología. Edita J. Walter Thompson en su XX Aniversario, Madrid.
- Las mejores Obras del Canto Gregoriano (1994). Edita Sintonía Ediciones Musicales (Madrid)
- Canto Gregoriano. The essential Collection of Gregorian Chant (1994). Edita Novello Publishing Limited (Londres).

## Conferencias, congresos y cursos
- Bartolomé Espadalé (1984) “Producción y Publicidad. Exhibiciones” (enlace roto disponible en Internet Archive; véase el historial, la primera versión y la última). en Seminario sobre “Publicidad y Nuevas Tecnologías”, celebrado en Santander, 23-28 de julio de 1984. Universidad Internacional Menéndez Pelayo.
- _____, (2000) “Los derechos de sincronización de las obras musicales para las producciones de cine y televisión” en Seminarios sobre “La Música en las Producciones Audiovisuales y la Publicidad” celebrados en Madrid y Barcelona. Diciembre, 2000. Sociedad General de Autores y Editores (SGAE).